# Patricia Schwager
Patricia Schwager (Frauenfeld, Turgòvia, 6 de desembre de 1983) és una ciclista suïssa, professional del 2006 al 2016. Va competir als campionats del món de ciclisme en ruta del 2012 de Valkenburg aan de Geul i del 2013 de Florència.

## Palmarès
- 2012
  -  Campiona de Suïssa en contrarellotge
- 2013
  -  Campiona de Suïssa en contrarellotge
  - Vencedora d'una etapa a l'Albstadt-Frauen-Etappenrennen
- 2014
  - Vencedora d'una etapa a la Joe Martin Stage Race